# 光山区
光山区（：／ Gwangsan gu */?）是韩国光州广域市的一个区。总面积222.89平方公里，人口309,004人（2006年6月末）。

## 象征
区花：木莲　　
区树：松树
区鸟：白鹭

## 行政区划
光山区分为19个行政洞，79个法定洞。
洞（行政洞）
- 松汀1-2洞
- 道山洞
- 新興洞
- 魚龍洞
- 牛山洞
- 月谷1-2洞
- 飛鴉洞
- 尖端1-2洞
- 新佳洞
- 雲南洞
- 河南洞
- 林谷洞
- 東谷洞
- 平洞
- 三道洞
- 本良洞

## 交通

### 鐵路
韓國鐵道公社
- 湖南線：

林谷站 - 河南站 - 光州松汀站
- 慶全線：

東松汀信號場站 - 光州松汀站
- 光州線：

光州松汀站 - 極樂江站
光州都市鐵道公社
●光州都市铁道1号线：
機場站 - 松汀公園站 - 光州松汀站 - 道山站 - 平洞站

### 空運
- 光州機場